# James Paxton
James Alston Paxton, född den 6 november 1988 i Ladner i British Columbia, är en kanadensisk professionell basebollspelare som spelar för Boston Red Sox i Major League Baseball (MLB). Paxton är vänsterhänt pitcher.
Paxton har tidigare spelat för Seattle Mariners (2013–2018), New York Yankees (2019–2020) och Mariners igen (2021). Han har vunnit Tip O'Neill Award, priset till årets bästa kanadensiska basebollspelare, en gång. Vidare har han pitchat en no-hitter i MLB.

## Karriär

### Internationellt
Paxton representerade Kanada vid juniorvärldsmästerskapet i baseboll 2006 i Kuba och var med och tog hem bronset.

### College
Paxton studerade vid University of Kentucky och spelade för skolans basebollag Kentucky Wildcats 2007–2009. Han draftades av Toronto Blue Jays 2009 som 37:e spelare totalt, men skrev inte på något kontrakt med klubben utan valde att studera ett år till. Det fick han dock inte för universitetet och National Collegiate Athletic Association (NCAA), eftersom man misstänkte att han anlitat en spelaragent (Scott Boras), vilket inte var tillåtet. Paxton stämde universitetet för att han förvägrades att spela.

### American Association
När Paxton inte fick spela för University of Kentucky 2010 spelade han i stället för Grand Prairie AirHogs i den av MLB oberoende proffsligan American Association.

### Major League Baseball

#### Seattle Mariners
Paxton draftades för andra gången 2010, denna gång av Seattle Mariners som 132:a spelare totalt. Han skrev dock inte på något kontrakt med klubben förrän i början av mars 2011, och under tiden tränade han på sin agent Scott Boras anläggning för att hålla sig i form. Paxton började spela i Mariners farmarklubbssystem 2011 och togs den säsongen ut till Futures Game, en match mellan de största talangerna i farmarligorna som spelades i samband med MLB:s all star-match.
Paxton debuterade i MLB den 7 september 2013. Han gjorde fyra starter under återstoden av säsongen och var 3–0 (tre vinster och inga förluster) med en earned run average (ERA) på 1,50. I inledningen av nästföljande säsong drabbades han av en muskelbristning i latissimus dorsi-muskeln på vänster sida och kom inte tillbaka i spel förrän i början av augusti. Det medförde att han bara gjorde 13 starter den säsongen, under vilka han var 6–4 med en ERA på 3,04.

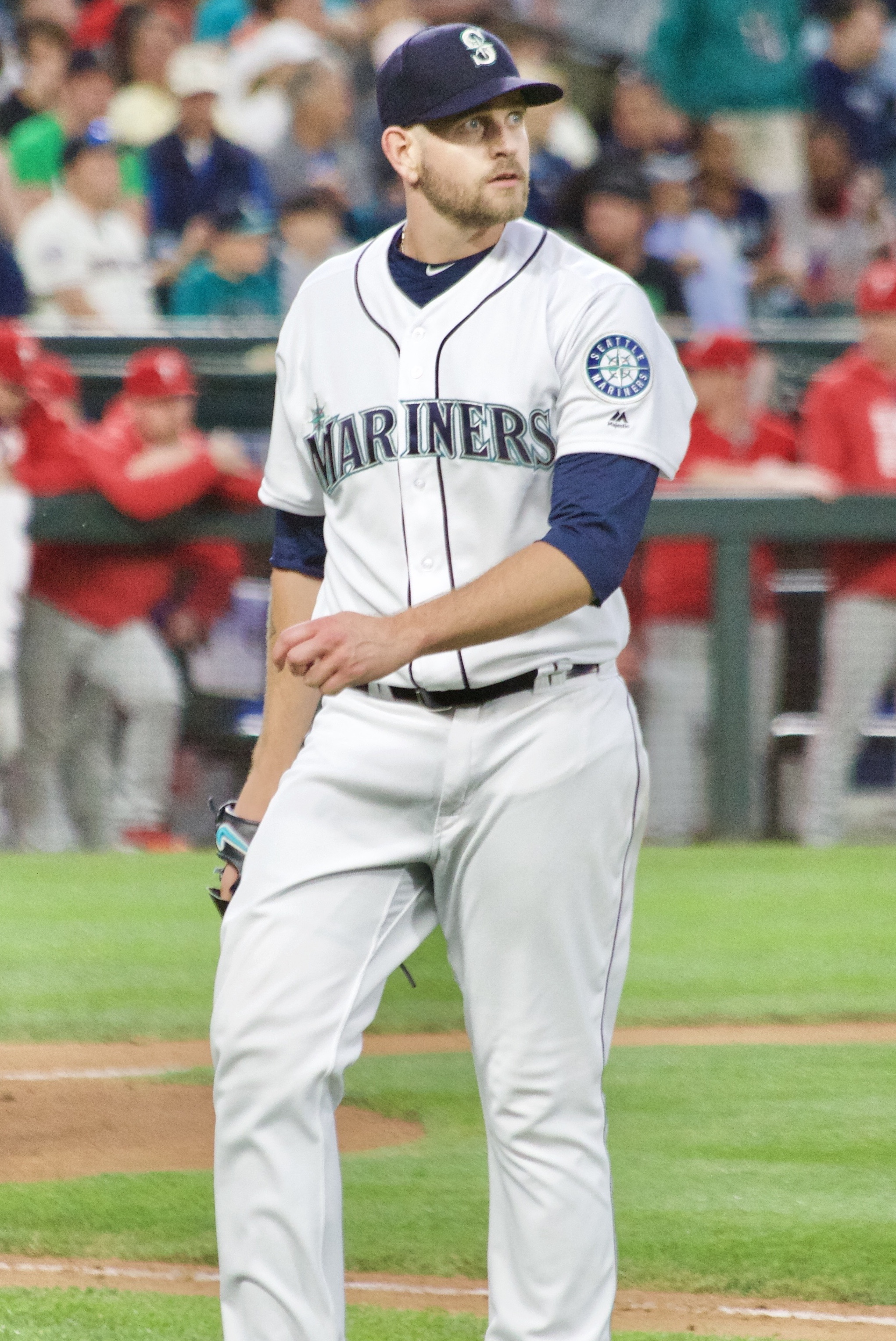
Paxton under en match i juni 2017.

Två månader in på 2015 års säsong skadade Paxton en sena i vänster långfinger och han kunde inte göra comeback förrän i mitten av september. Även denna säsong blev det därför bara 13 starter för Paxton och han var 3–4 med en ERA på 3,90. För att få mer speltid spelade han i Arizona Fall League under hösten. Året efter fick Paxton inte någon plats i Mariners spelartrupp när säsongen inleddes, men kallades upp från klubbens högsta farmarklubb i början av juni efter en skada på Félix Hernández. I början av augusti träffades Paxton av en slagen boll på vänster arm och missade ett par veckors spel. På 20 starter var han 6–7 med en ERA på 3,79.
Paxton inledde 2017 års säsong mycket bra, bland annat satte han nytt klubbrekord för Mariners genom att hålla nollan under hans första 21,0 innings pitched under säsongen, och han utsågs till veckans spelare i American League (AL) i mitten av april. I början av maj hamnade han dock på skadelistan med en muskelbristning i vänster underarm, men han var tillbaka i spel i slutet av månaden. Han pitchade fantastiskt bra under juli och utsågs i slutet av månaden till veckans spelare i AL tillsammans med Adrián Beltré. Paxton blev den första pitchern, och den andra spelaren totalt, i Mariners historia att vinna denna utmärkelse två gånger under samma säsong. Han utsågs även till månadens pitcher i AL. Han var under juli 6–0 med en ERA på 1,37, 46 strikeouts och bara sex walks. Han blev den första Mariners-pitchern att vinna sex matcher under en kalendermånad. Bara ett par veckor senare skadade han dock bröstmuskulaturen på vänster sida och missade ungefär en månads spel. Under säsongen gjorde han 24 starter och var 12–5 med en ERA på 2,98 och 156 strikeouts på 136,0 innings pitched. Hans 15 wild pitches var delat sämst i AL.
Paxton blev uppmärksammad över hela USA den 5 april 2018 när en vithövdad havsörn, USA:s nationalfågel, landade på honom under ceremonin inför en match borta mot Minnesota Twins. Den 2 maj satte han nytt personligt rekord med 16 strikeouts i en match mot Oakland Athletics. Antalet strikeouts var delat fjärde flest i Mariners historia; alla tre tillfällen med fler hade Randy Johnson stått för. I hans nästa start, den 8 maj borta mot Toronto Blue Jays, pitchade Paxton en no-hitter, som även var hans första complete game och shutout. Han blev den andra kanadensaren i MLB:s historia att pitcha en no-hitter efter Dick Fowler 1945 (och den första att göra det i hemlandet) och det var den sjätte no-hittern i Mariners historia (den första på bortaplan). Strax efter utsågs han tillsammans med Francisco Lindor till veckans spelare i AL. Med tre sådana utmärkelser tangerade han Randy Johnsons klubbrekord för pitchers. Senare under säsongen, i juli, fick han ryggproblem och placerades på skadelistan. Även i augusti var han skadad efter att ha träffats av en slagen boll på vänsterarmen. Sett över hela säsongen var han 11–6 med en ERA på 3,76 på 28 starter. Han hade 208 strikeouts på 160,1 innings pitched. Han var delat bäst i MLB i både complete games (två) och shutouts (en).
Efter säsongen trejdade Mariners Paxton till New York Yankees i utbyte mot Justus Sheffield, Erik Swanson och Dom Thompson-Williams.

#### New York Yankees

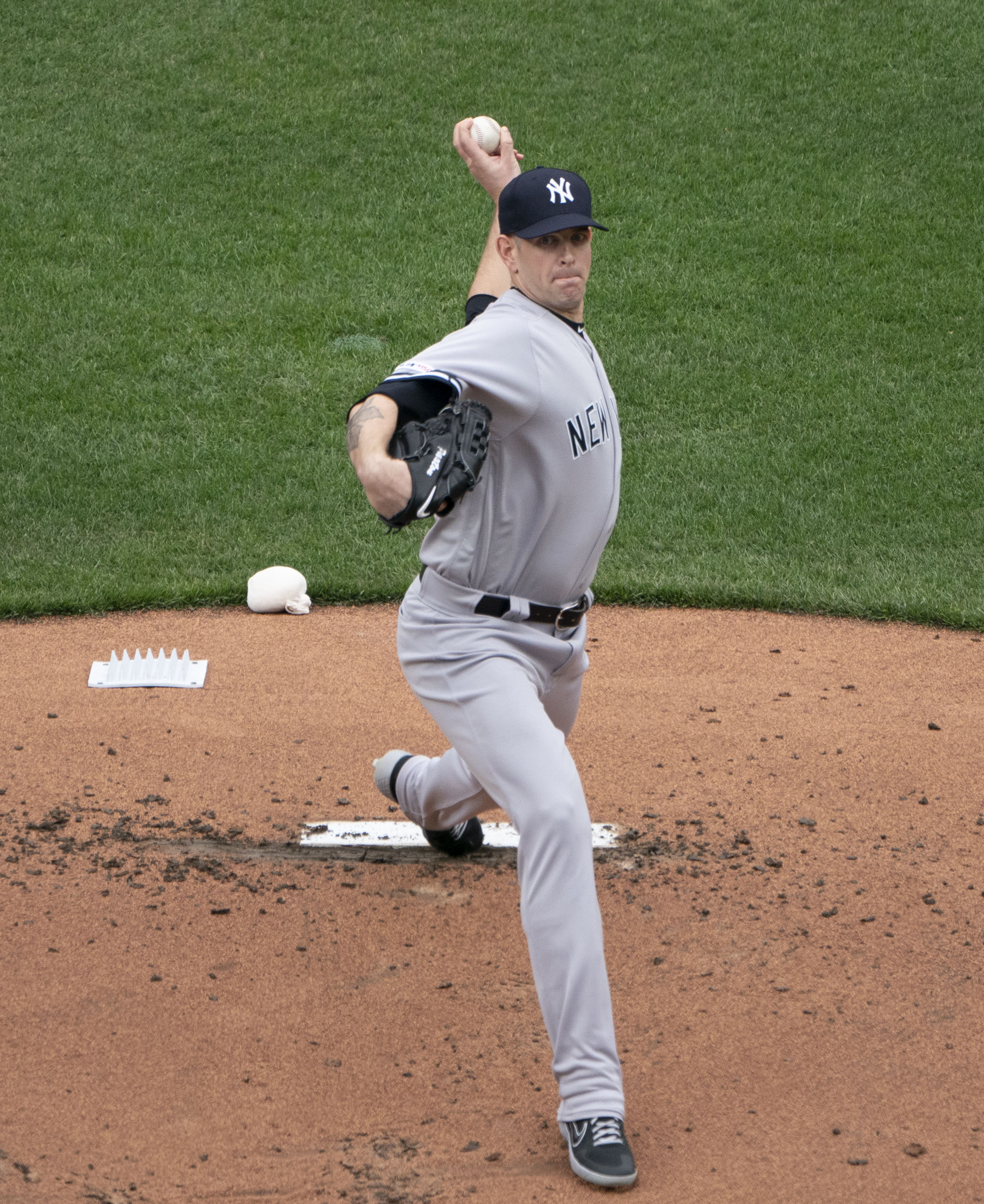
Paxton pitchar för New York Yankees i april 2019.

Redan i Paxtons fjärde och femte starter för Yankees utmärkte han sig genom att bli den andra pitchern i klubbens framgångsrika historia efter David Cone 1998 att ha minst tolv strikeouts i två raka starter, och den första att samtidigt hålla nollan i båda matcherna. Han missade sedan större delen av maj på grund av en skada i vänster knä. Han gjorde 29 starter, flest dittills under karriären, under grundserien och var 15–6 med en ERA på 3,82 och 186 strikeouts på 150,2 innings pitched. Han pitchade sedan i slutspelet för första gången, där han på tre starter var 1–0 med en ERA på 3,46. Yankees åkte ut i finalen i AL, American League Championship Series (ALCS), mot Houston Astros med 2–4 i matcher.
I början av februari 2020 genomgick Paxton en operation i form av en ländryggsdiskektomi där man även tog bort en cysta. Han beräknades vara borta från spel i tre till fyra månader. Som tur var för honom sköts 2020 års säsongsstart upp ända till slutet av juli på grund av covid-19-pandemin och han var då redo för spel, men efter bara fem starter drabbades han av en muskelbristning i vänster underarm, och han kunde inte spela mer under resten av den säsongen. På de fem starterna var han 1–1 med en ERA på 6,64. Efter säsongen blev han free agent för första gången.

#### Seattle Mariners igen
I februari 2021 skrev Paxton på ett ettårskontrakt som rapporterades vara värt åtminstone 8,5 miljoner dollar med sin gamla klubb Seattle Mariners. Redan i hans första match för säsongen fick han dock återigen problem med vänster underarm, och det visade sig att han måste genomgå en operation som gjorde att han missade resten av säsongen. Han genomgick operationen, en så kallad "Tommy John"-operation, i slutet av april. Han blev free agent igen efter säsongen.

#### Boston Red Sox
Paxton skrev på för Boston Red Sox i december 2021 i form av ett ettårskontrakt som rapporterades vara värt tio miljoner dollar. Klubben fick också möjlighet att förlänga kontraktet i två år till. Man räknade då med att han skulle vara spelklar under den andra halvan av 2022 års säsong. I slutet av augusti meddelade dock Red Sox att Paxton drabbats av en muskelbristning i latissimus dorsi-muskeln på vänster sida under hans rehabiliteringsträning och att han inte skulle pitcha alls för Red Sox under säsongen.

## Privatliv
Paxton är gift och hans fru heter Katie.